# استوک ۱۷۲۹۹۶
سیارک ۱۷۲۹۹۶ (به انگلیسی: 172996 Stooke، نامگذاری:2006KL141) صد و هفتاد و دو هزار و نهصد و نود و ششمین سیارک کشف شده‌است که در ۲۵ مه ۲۰۰۶ کشف شد.